# Star Trek III: The Search for Spock
Star Trek III: The Search for Spock (Nederlandse titel: Star Trek III: Op zoek naar Spock) is een Amerikaanse Star Trek film uit 1984 van regisseur Leonard Nimoy.
De film is de tweede in een trilogie die begon met The Wrath of Khan, en werd afgesloten met Star Trek IV: The Voyage Home.

## Verhaal
Na het ruimtegevecht met Khan is de USS Enterprise NCC-1701 op weg naar de Aarde, waar de bemanning te horen krijgt dat hun schip zal worden afgedankt. Ondertussen zijn lt. Saavik en dr. David Marcus met de USS Grissom NCC-638 op weg naar de Genesis-planeet.
Op de planeet ontdekken ze dat Spock's dode lichaam herboren is. Het lichaam, dat nog maar een kind is en razendsnel groeit, bevat echter niet Spock's gedachten. Marcus biecht aan Saavik op dat het Genesis-project nog niet perfect was en dat de planeet en het leven erop een versnelde evolutie doormaken: uiteindelijk zal de planeet zichzelf vernietigen.
Op Aarde ontdekt Spock's vader Sarek dat dokter McCoy de "Katra", de ziel van Spock bezit. Kirk besluit daarop de Enterprise te stelen om naar de verboden Genesis-planeet te reizen. Scotty heeft eerder de USS Excelsior gesaboteerd, zodat Starfleet hen niet kan tegenhouden.
De Klingon kapitein Kruge hoort van het Genesis-project en ziet er een krachtig wapen in. Hij reist naar de planeet en vernietigt de USS Grissom. Op de planeet nemen de Klingons Saavik, Marcus en Spock gevangen. Dan arriveert de Enterprise, die in gevecht raakt met de Klingon Bird of Prey. Kruge eist de overgave van de Enterprise en laat een van de gijzelaars doden om zijn eis kracht bij te zetten: de Klingons op de planeet doden David Marcus, Kirk's zoon. Kirk straalt zichzelf en zijn bemanning naar de planeet en activeert het zelfvernietigingssysteem van de Enterprise. Een groot deel van de Klingons straalt naar de Enterprise om het schip in te nemen en sterft wanneer dit ontploft.
Spock en Saavik worden bevrijd en Kirk doodt Kruge. Met een list weet Kirk de Klingon Bird of Prey over te nemen en ze kunnen net voordat de planeet ontploft wegvliegen. Op Vulcan wordt Spock's Katra van McCoy weer naar Spock's lichaam overgebracht.

## Rolverdeling
| Acteur            | Personage                           |
| ----------------- | ----------------------------------- |
| William Shatner   | Viceadmiraal/kapitein James T. Kirk |
| Leonard Nimoy     | Kapitein Spock                      |
| DeForest Kelley   | Commander Leonard McCoy             |
| James Doohan      | Kapitein Montgomery Scott           |
| George Takei      | Commander Hikaru Sulu               |
| Walter Koenig     | Commander Pavel Chekov              |
| Nichelle Nichols  | Commander Nyota Uhura               |
| Majel Barrett     | Commander Christine Chapel          |
| Grace Lee Whitney | Commander Janice Rand               |
| Mark Lenard       | Vulcan ambassadeur Sarek            |
| Judith Anderson   | Hogepriesteres T'Lar                |
| Robin Curtis      | Luitenant Saavik                    |
| Merritt Butrick   | Dr. David Marcus                    |
| Christopher Lloyd | Klingon Commander Kruge             |
| John Larroquette  | Klingon eerste officier Maltz       |
| Stephen Liska     | Klingon tweede officier Torg        |
| Robert Hooks      | Vloot-admiraal Morrow               |
| James Sikking     | Kapitein Styles                     |

## Prijzen/nominaties
In 1985 werd Star Trek III: The Search for Spock genomineerd voor zes Saturn Awards:
- Beste acteur (William Shatner)
- Beste kostuums
- Beste regisseur (Leonard Nimoy)
- Beste Sciencefictionfilm
- Beste Special effects
- Beste vrouwelijke bijrol (Judith Anderson)

Datzelfde jaar werd de film genomineerd voor de Hugo Award voor “Best Dramatic Presentation”.

## Trivia
- In deze film komt voor het eerst een NX-ruimteschip voor; de USS Excelsior NX-2000. NX-type-aanduidingen worden vanaf deze tijd gebruikt voor prototypes of experimentele ruimtevaartuigen. NX-schepen uit latere Star Trekseries zijn onder andere de USS Defiant NX-74205 uit Star Trek: Deep Space Nine en de USS Enterprise NX-01 uit Star Trek: Enterprise.
- Ook de Klingon Daq tahg-dolk is in deze film voor het eerst te zien.